# 대전용산고등학교
대전용산고등학교(大田龍山高等學校)는 대한민국 대전광역시 유성구 용산동에 있는 공립 고등학교이다.

## 학교 연혁
- 2005년 11월 2일 : 31학급 설립 인가
- 2006년 3월 1일 : 초대 김평숙 교장 취임
- 2006년 3월 3일 : 제1회 입학식(175명)
- 2007년 12월 18일 : 미르메 도서관 개관
- 2009년 2월 6일 : 제1회 졸업식(165명)
- 2009년 4월 24일 : 여자배구부 창단
- 2013년 9월 24일 : 다목적실 증축 준공
- 2014년 11월 21일 : 미르메 역사관 준공
- 2021년 3월 12일 : 학교 환경 조성 사업 완공
- 2023년 9월 1일 : 제7대 조미혜 교장 취임
- 2024년 1월 4일 : 제16회 졸업식(254명)
- 2024년 3월 4일 : 제19회 입학식(276명)

## 참고 자료
- 대전용산고등학교 - 한국교육학술정보원 학교알리미